# Rajčanka
Die Rajčanka oder Rajčianka (ungarisch Rajcsánka) ist ein 47,5 km langes Fließgewässer im Norden der Slowakei, das in den Strážovské vrchy bei Čičmany entspringt und nach Norden fließend in Žilina in die Waag (Váh) mündet.
Der Flusslauf bildet die Grenze des Bergländer der Lúčanská Malá Fatra und der Strážovské vrchy. 32 km des Flusslaufes sind schiffbar.
Ortschaften am Fluss sind: Rajec, Rajecké Teplice, Žilina.